# Perdicasso Barile
Perdicasso Barile (o Barrile) (... – post 1452) è stato un nobile e condottiero italiano, conte di Monteodorisio, signore di Capracotta, Castropignano, Civitanova del Sannio e Monteforte Irpino, consigliere reale e maresciallo del Regno di Napoli.

## Biografia
Scarse e frammentarie sono le notizie sulla biografia di Perdicasso Barile. Nato in data sconosciuta da Giacomo Barile ed Isabella da Celano, venne avviato alla carriera militare, prendendo così parte alla battaglia tra gli Angioini napoletani e gli Angioini francesi, pretendenti al trono del Regno di Napoli.
L'11 maggio 1411 partecipò nell'esercito del re Ladislao d'Angiò-Durazzo alla battaglia di Roccasecca, venendo sconfitto e fatto prigioniero sotto Luigi II d'Angiò-Valois. Venne poi liberato e, dopo la morte del sovrano, passò a servire l'erede al trono, la sorella Giovanna II d'Angiò-Durazzo, finendo sotto il comando del capitano di ventura Muzio Attendolo Sforza.
In occasione della spedizione dello Sforza contro Roma, che, ribellatasi dopo la morte di Ladislao contro la dominazione durazzesca, aveva aperto le porte al capitano di ventura Braccio da Montone il 16 giugno 1417, a Perdicasso Barile e Jacopo Caldora fu ordinato di raggiungere lo Sforza nel suo accampamento. I due si rifiutarono di eseguire l'ordine suscitando perplessità in quest'ultimo (pare infatti che i due si stessero accordando col condottiero nemico Braccio da Montone, in maniera da riuscire a battere lo Sforza ed impadronirsi del comando del suo esercito), il quale li fece catturare da un gruppo di soldati. Perdicasso e Jacopo furono condotti in prigione prima a Falvaterra e poi a Napoli, dove vennero liberati da Sergianni Caracciolo per ordine della regina Giovanna II.
Gli anni che seguirono sembra siano stati caratterizzati da una relativa tranquillità da parte del Barile, in quanto rifiutò di aderire ad ogni sorta di impresa militare o movimento di ribellione, partecipando attivamente alla vita politica di corte: risulta presente nel 1432 tra i membri del consiglio di reggenza della regina Giovanna II d'Angiò-Durazzo e fino al 1449 in quello del suo successore Alfonso V d'Aragona.
Perdicasso Barile morì alcuni anni dopo il 1452. In vita fu un abile giostratore nei tornei cavallereschi.

## Ascendenza
|                    |                  |                      | Genitori            |  |  | Nonni |  |  | Bisnonni       |  |  | Trisnonni     |  |
|                    |                  |                      |                     |  |  |       |  |  | Giacomo Barile |  |  | Nicola Barile |  |
|                    |                  |                      |                     |  |  |       |  |  | Giacomo Barile |  |  | Nicola Barile |  |
|                    |                  | ?                    |                     |  |  |       |  |  | Giacomo Barile |  |  |               |  |
| Nicola Barile      |                  |                      |                     |  |  |       |  |  | Giacomo Barile |  |  |               |  |
|                    |                  | ?                    | ?                   |  |  |       |  |  |                |  |  |               |  |
|                    |                  | ?                    | ?                   |  |  |       |  |  |                |  |  |               |  |
|                    |                  | ?                    | ?                   |  |  |       |  |  |                |  |  |               |  |
| Giacomo Barile     |                  | ?                    |                     |  |  |       |  |  |                |  |  |               |  |
|                    |                  | ?                    | ?                   |  |  |       |  |  |                |  |  |               |  |
|                    |                  | ?                    | ?                   |  |  |       |  |  |                |  |  |               |  |
|                    |                  | ?                    | ?                   |  |  |       |  |  |                |  |  |               |  |
| ?                  |                  | ?                    |                     |  |  |       |  |  |                |  |  |               |  |
|                    |                  | ?                    | ?                   |  |  |       |  |  |                |  |  |               |  |
|                    |                  | ?                    | ?                   |  |  |       |  |  |                |  |  |               |  |
|                    |                  | ?                    | ?                   |  |  |       |  |  |                |  |  |               |  |
| Perdicasso Barile  |                  | ?                    |                     |  |  |       |  |  |                |  |  |               |  |
|                    | Pietro da Celano | Ruggero da Celano    |                     |  |  |       |  |  |                |  |  |               |  |
|                    | Pietro da Celano | Ruggero da Celano    |                     |  |  |       |  |  |                |  |  |               |  |
|                    | Pietro da Celano | ?                    |                     |  |  |       |  |  |                |  |  |               |  |
| Nicolò da Celano   | Pietro da Celano |                      |                     |  |  |       |  |  |                |  |  |               |  |
|                    |                  | ?                    | ?                   |  |  |       |  |  |                |  |  |               |  |
|                    |                  | ?                    | ?                   |  |  |       |  |  |                |  |  |               |  |
|                    |                  | ?                    | ?                   |  |  |       |  |  |                |  |  |               |  |
| Isabella da Celano |                  | ?                    |                     |  |  |       |  |  |                |  |  |               |  |
|                    |                  | Giacomo Marzano      | Roberto Marzano     |  |  |       |  |  |                |  |  |               |  |
|                    |                  | Giacomo Marzano      | Roberto Marzano     |  |  |       |  |  |                |  |  |               |  |
|                    |                  | Giacomo Marzano      | ?                   |  |  |       |  |  |                |  |  |               |  |
| Maria Marzano      |                  | Giacomo Marzano      |                     |  |  |       |  |  |                |  |  |               |  |
|                    |                  | Caterina Sanseverino | Ruggero Sanseverino |  |  |       |  |  |                |  |  |               |  |
|                    |                  | Caterina Sanseverino | Ruggero Sanseverino |  |  |       |  |  |                |  |  |               |  |
|                    |                  | Caterina Sanseverino | Marchesa del Balzo  |  |  |       |  |  |                |  |  |               |  |
|                    |                  | Caterina Sanseverino |                     |  |  |       |  |  |                |  |  |               |  |

## Discendenza
Perdicasso Barile si sposò intorno al 1411 con Antonella di Miro, rimasta vedova di Cecco del Borgo, che gli portò in dote la contea di Monteodorisio e da cui non ebbe figli.